# Chris Kontos (Schlagzeuger)
Chris Kontos (* 29. Mai 1970) ist ein US-amerikanischer Schlagzeuger zyprischer Abstammung. Er ist Mitglied der Band Attitude Adjustment und spielte zuvor unter anderem für Machine Head. Außerdem unterstützte er live mehrfach die Bands Exodus und Testament.

## Werdegang
Kontos gehörte im Jahre 1985 zu den Gründungsmitgliedern der Crossover/Thrash-Metal-Band Attitude Adjustment und veröffentlichte mit ihnen zwei Studioalben, ehe die Band im Jahre 1992 auseinanderbrach. 1991 hatte er kurzzeitig bei Death Angel gespielt. 1992 ist er auf dem Album The Blacking Factory von der Band Grinch zu hören und wurde Mitglied in der Band Machine Head, wo er Tony Constanza ersetzte. Im Jahre 1993 half Kontos der Band Exodus bei ihrer Südamerikatournee aus. Ein Angebot, bei Exodus fest einzusteigen, lehnte er wegen seiner Tätigkeit bei Machine Head ab.
1994 veröffentlichten Machine Head ihr Debütalbum Burn My Eyes. Gesundheitliche Probleme von Chris Kontos führten zu seinem Rauswurf. Kontos litt unter einer Blockierung der Speicheldrüsen und musste während der Tournee mehrfach ins Krankenhaus. Seine Erkrankung führte in späteren Jahren dazu, dass er für mehrere Tage im Koma lag.
Kontos schloss sich daraufhin der Band Testament an, mit denen er mehrere Konzerte spielte und das Lied Rapid Fire für einen Judas-Priest-Tributesampler aufnahm. Auf eigenen Wunsch verließ er die Band wieder. Ebenfalls 1995 nahm Kontos zusammen mit der Band Slayer das Lied Witching Hour für das Homevideo Live Intrusion auf. In den folgenden Jahren spielte Kontos kurzzeitig in den Bands Verbal Abuse, Konkhra, The Servants und Anti-Trust, ehe sich Attitude Adjustment im Jahre 2007 reformierten.
Im März 2019 kündigen Machine Head an, dass Kontos zusammen mit Gründungsmitglied Logan Mader Teil der Jubiläums-Welttournee 2019/2020 zum 25-jährigen Jubiläum des Albums Burn My Eyes sein wird. Kontos spielte außerdem zusammen mit Mader, Robb Flynn und Jared MacEachern eine neue Version des Albums "live" im Studio ein.
Von 2014 bis Anfang 2019 war Chris Kontos professioneller BMX-Fahrer. Als das Angebot zur Burn My Eyes Jubiläumstour kam, gab er diese Karriere zugunsten von Machine Head auf.

## Diskografie
- Attitude Adjustment – American Paranoia (1986)
- Attitude Adjustment – Out of Hand (1991)
- Grinch – The Blacking Factory (1992)
- Machine Head – Burn My Eyes (1994)
- Verbal Abuse – Red, White and Violent (1995)
- Konkhra – Weed Out the Weak (1997)
- The Servants – Mostly Monsters (2002)
- Anti-Trust – Guilty as Charged (2005)
- Attitude Adjustment – No Way Back (2011)
- Machine Head – Burn My Eyes live in the studio (2019)